# SN 2005hg
SN 2005hg – supernowa typu Ib odkryta 9 listopada 2005 roku w galaktyce UGC 1394. Jej maksymalna jasność wynosiła 17,44m.